# Gremlis Arvelo
Gremlis Arvelo (21 de agosto de 1996) es una jugadora de tenis de mesa venezolana. Compitió en los Juegos Olímpicos de Río de Janeiro 2016 en la prueba individual femenina, en la que fue eliminada en la primera ronda por la tenista estadounidense Lily Zhang.